# Dunaújvárosi Acélbikák
Dunaújvárosi Acélbikák (současným sponzorským názvem: DAB. Docler) je maďarský klub ledního hokeje, který sídlí v Dunaújvárosu v župě Fejér. Založen byl v roce 1974 pod názvem Dunaújvárosi Kohász SE. Svůj současný název nese od roku 2008. DAB je celkově šestinásobným mistrem Maďarska. Poslední titul je z roku 2014. Od sezóny 2008/09 působí v Erste Lize, maďarské nejvyšší soutěže v ledním hokeji. Klubové barvy jsou červená a bílá.
Své domácí zápasy odehrává v hale Dunaújvárosi Jégcsarnok s kapacitou více než 3 500 diváků.

## Historické názvy
Zdroj:
- 1974 – Dunaújvárosi Kohász SE (Dunaújvárosi Kohász Sport Egyesület)
- 1988 – Sziketherm HK (Sziketherm Hoki Klub)
- 1990 – Dunaferr SE Dunaújváros (Dunaferr Sport Egyesület Dunaújváros)
- 2004 – DAC-Invitel (Dunaújvárosi Atlétikai Club-Invitel)
- 2006 – DAB-Extra.hu (Dunaújvárosi Acélbikák-Extra.hu)
- 2008 – DAB. Docler (Dunaújvárosi Acélbikák. Docler)

## Získané trofeje

### Vyhrané domácí soutěže
- Maďarský mistr v ledním hokeji ( 6× )
  - 1995/96, 1997/98, 1999/00, 2001/02, 2012/13, 2013/14
- Maďarský pohár v ledním hokeji ( 13× )
  - 1994/95, 1995/96, 1997/98, 1999/00, 2000/01, 2001/02, 2002/03, 2003/04, 2007/08, 2009/10, 2010/11, 2011/12, 2013/14

### Vyhrané mezinárodní soutěže
- Karpatská liga ( 1× )
  - 1997/98
- Erste Liga ( 2× )
  - 2011/12, 2012/13

## Přehled ligové účasti
Zdroj:
- 1985–1991: OB I. Bajnokság (1. ligová úroveň v Maďarsku)
- 1993–2014: OB I. Bajnokság (1. ligová úroveň v Maďarsku)
- 1997–1998: Karpatská liga (mezinárodní soutěž)
- 1999–2006: Interliga (mezinárodní soutěž)
- 2008–2014: MOL Liga (mezinárodní soutěž)
- 2014–2017: MOL Liga (1. ligová úroveň v Maďarsku / mezinárodní soutěž)
- 2017– : Erste Liga (1. ligová úroveň v Maďarsku / mezinárodní soutěž)

## Účast v mezinárodních pohárech
Zdroj:
Legenda: SP - Spenglerův pohár, EHP - Evropský hokejový pohár, EHL - Evropská hokejová liga, SSix - Super six, IIHFSup - IIHF Superpohár, VC - Victoria Cup, HLMI - Hokejová liga mistrů IIHF, ET - European Trophy, HLM - Hokejová liga mistrů, KP - Kontinentální pohár
- EHP 1996/1997 – Semifinálová skupina F (3. místo)
- KP 1997/1998 – 1. kolo, sk. J (3. místo)
- KP 1998/1999 – 1. kolo, sk. K (2. místo)
- KP 1999/2000 – 1. kolo, sk. K (3. místo)
- KP 2000/2001 – 1. kolo, sk. H (2. místo)
- KP 2001/2002 – Předkolo, sk. D (2. místo)
- KP 2002/2003 – 2. kolo, sk. L (3. místo)
- KP 2003/2004 – 1. kolo, sk. H (3. místo)
- KP 2007/2008 – 1. kolo, sk. C (2. místo)
- KP 2008/2009 – 2. kolo, sk. E (4. místo)
- KP 2010/2011 – 2. kolo, sk. C (4. místo)
- KP 2011/2012 – 3. kolo, sk. D (2. místo)
- KP 2013/2014 – 3. kolo, sk. E (3. místo)
- KP 2014/2015 – 2. kolo, sk. C (3. místo)